# Linia kolejowa Wystupowyczi – Owrucz
Linia kolejowa Wystupowyczi – Owrucz – linia kolejowa na Ukrainie łącząca przystanek Wystupowyczi i granicę państwową z Białorusią ze stacją Owrucz. Zarządzana jest przez dyrekcję korosteńską Kolei Południowo-Zachodniej (oddział ukraińskich kolei państwowych).
Znajduje się w obwodzie żytomierskim. Na całej długości jest dwutorowa i niezeletryfikowana.